# Uldazepam
L'uldazepam è uno psicofarmaco appartenente alla categoria delle benzodiazepine che ha effetti sedativi e ansiolitici simili a quelli delle altre benzodiazepine.